# Vlatkovići
Vlatkovići är ett samhälle i Bosnien och Hercegovina.   Det ligger i entiteten Republika Srpska, i den centrala delen av landet, 90 km nordväst om huvudstaden Sarajevo. Vlatkovići ligger 1 089 meter över havet och antalet invånare är 730.
Terrängen runt Vlatkovići är kuperad. Närmaste större samhälle är Skender Vakuf, 12,4 km nordväst om Vlatkovići. 
Omgivningarna runt Vlatkovići är en mosaik av jordbruksmark och naturlig växtlighet. Runt Vlatkovići är det ganska tätbefolkat, med 72 invånare per kvadratkilometer.